# Vauchonvilliers
Vauchonvilliers é uma comuna francesa na região administrativa de Grande Leste, no departamento de Aube. Estende-se por uma área de 11,62 km². Em 2010 a comuna tinha 165 habitantes (densidade: 14,2 hab./km²).